# 1577 Рейсс
1577 Рейсс (1577 Reiss) — астероїд головного поясу, відкритий 19 січня 1949 року.
Тіссеранів параметр щодо Юпітера — 3,620.